# Кристаллы Шарко-Лейдена

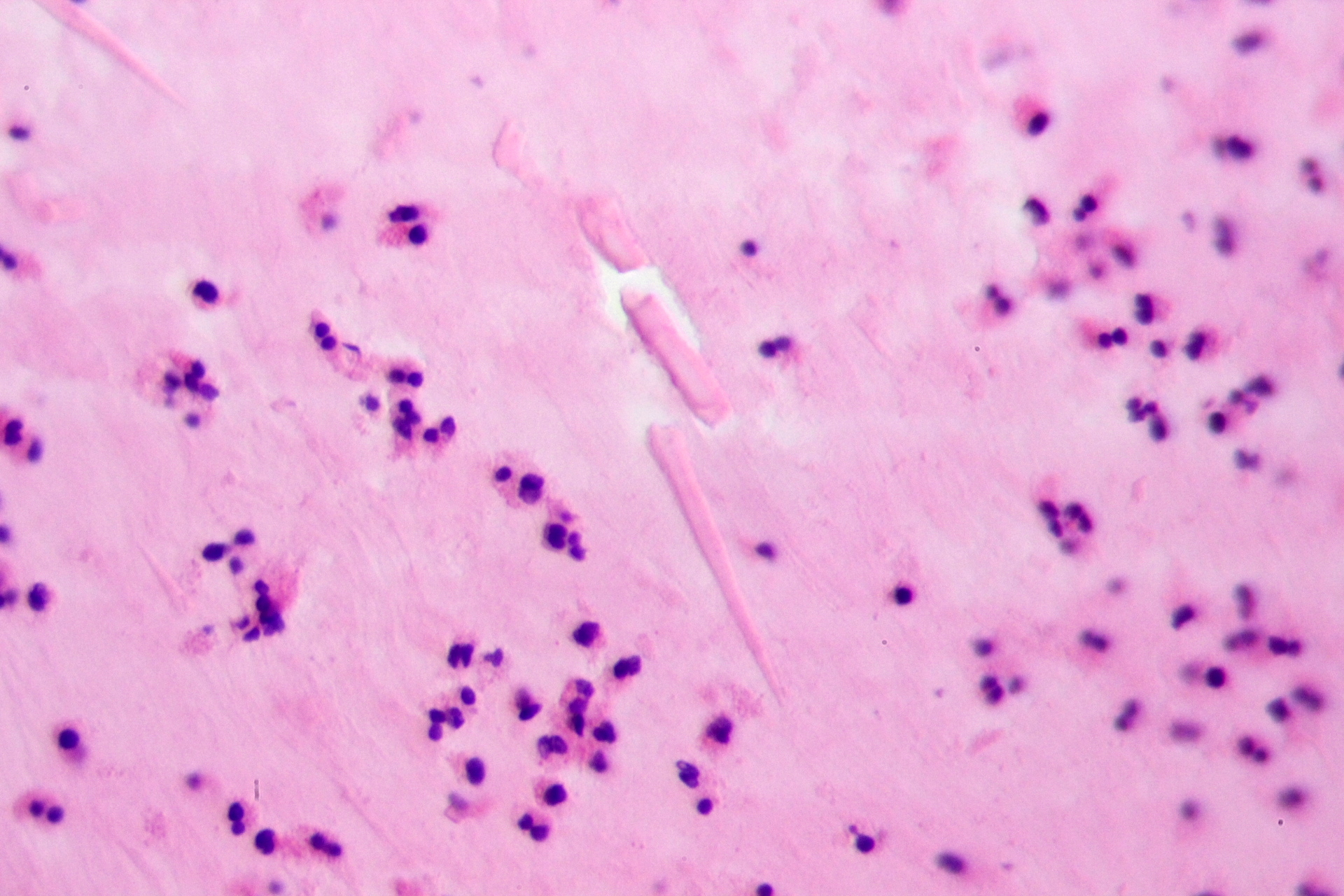
Кристаллы Шарко-Лейдена и эозинофильные гранулоциты в аллергическом синусите.

Кристаллы Шарко—Лейдена — тонкие вытянутые кристаллы, образованные из фермента эозинофилов, обнаруживаемые в первую очередь в мокроте больных бронхиальной астмой.

## Открытие и описание
Впервые кристаллы были обнаружены в 1851 году немецким врачом Ф. А. фон Ценкером, но описаны лишь в 1853 году Ж. М. Шарко и Ш.-Ф. Робеном. В 1872 году их также описал Э. фон Лейден. Впервые кристаллы были найдены у больных лейкозом.

## Характеристика
Кристаллы Шарко-Лейдена представляют собой блестящие, гладкие образования, состоящие из двух шестиугольных пирамид, иногда с тупыми концами, соединённых основаниями. Обычно они бесцветные, при воздействии трихрома окрашиваются в багряно-красный цвет.
Образование кристаллов Шарко—Лейдена, как предполагается связано с распадом эозинофилов. Сами кристаллы являются продуктом кристаллизации белков эозинофилов, в частности образовываются высвобождающимся из эозинофилов при распаде клетки ферментом лизофосфолипазой.

## Диагностическое значение
Порой свежевыделенная мокрота больных бронхиальной астмой может не содержать кристаллов Шарко—Лейдена, и они образуются в ней через 24—28 часов при хранении в закрытой посуде. 
Присутствие кристаллов Шарко-Лейдена в мокроте при бронхиальной астме характерно в межприступный период, а не на высоте приступа.
Также данные кристаллы встречаются при глистных поражениях легких, реже — при крупозной пневмонии, бронхитах.
Помимо мокроты, кристаллы обнаруживаются в кале пациентов с массивной эозинофильной инфильтрацией слизистой оболочки кишечника, в любых жидкостях организма с повышенным содержанием эозинофилов, при аллергической реакции на инвазию гельминтов.

## См.также
- Бронхиальная астма
- Спирали Куршмана